# Henri Ketten

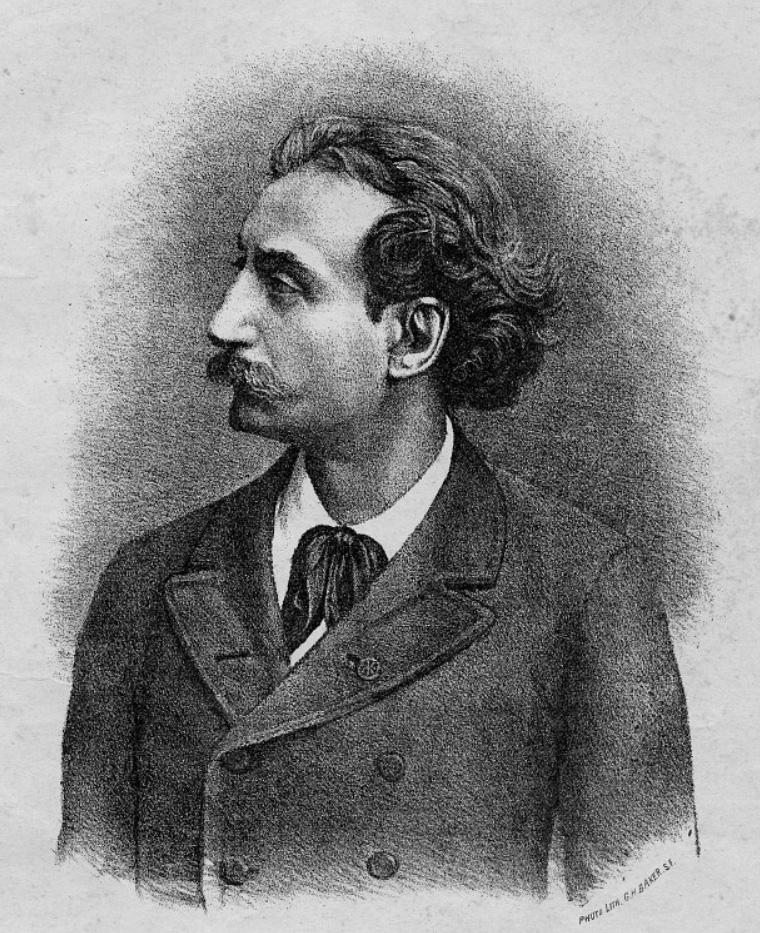
Henri Ketten (ca. 1880)

Henri Ketten, in englischsprachigen Publikationen auch Henry Ketten geschrieben (geboren 25. März 1848 in Baja, Ungarn; gestorben 1. April 1883 in Paris), war ein ungarischer Pianist und Komponist.

## Leben und Werk
Ketten war der Sohn eines jüdischen Vaters, der nach einem zeitgenössischen Bericht selbst Musiker war und entweder als Rabbiner oder, darauf deuten mehr Quellen hin, als „ministre officiant“ oder Kantor, u. a. an einer Synagoge in Paris, tätig war.
Der siebenjährige Henri erfuhr als Wunderkind Anerkennung durch Hans von Bülow (dessen Lob aber nicht von allen Kritikern geteilt wurde), der ihn Liszt anempfahl. In Presseartikeln wurde Ketten gar als „zweiter Mozart“ angepriesen, aber auch vor solchen Vergleichen gewarnt, um das junge Talent nicht zu früh zu sehr unter Druck zu setzen. Kettens erstes Konzert in Paris soll im Salon Herz in Anwesenheit der musikalischen Elite der Stadt stattgefunden haben. Die anwesenden Fromental Halévy und Giacomo Meyerbeer sollen den Auftritt des 10-Jährigen gelobt haben. Ein zeitgenössischer ungarischer Zeitungsbericht kolportiert auch eine wohlmeinende Einschätzung durch Franz Liszt und Daniel Auber. Ein auf einer Lithographie Emile Desmaisons basierendes Porträt des jungen Ketten erschien 1859 in The London Illustrated News 1859 unter der Überschrift „Master Henri Ketten“ im Zusammenhang mit einer lobenden Kritik eines Konzerts des 11-Jährigen in London. Ketten wurde am Pariser Konservatorium ausgebildet, wo er unter Marmontel Piano und unter Fromental Halévy und Napoléon-Henri Reber Komposition studierte. Er machte Karriere als Klaviervirtuose, wobei er auch eigene Werke vortrug. Unter anderem trat er in Paris (u. a. Salle Pleyel), London (Covent Garden [„his fine playing has been enthusiastically applauded“ ], Hanover Square Rooms [auch Queen's Concert Rooms genannt] und St. James Hall), Birmingham, Wien (u. a. für Bösendorfer im Weltausstellungspalast und im Salle Bösendorfer im Palais Lichtenstein), Rom, Genua, Neapel, Kairo, Amsterdam, Australien (dort offenbar mit großem Erfolg: „the greatest virtuoso who has ever visited Australia“; angeblich 437 Stücke in 37 Konzerten [darunter 17 Beethoven-Sonaten], davon keines zweimal; erzielte Einnahmen: ca. 40,000 Mark) und Neuseeland, USA (wohl nicht überall erfolgreich), Deutschland und kurz vor seinem Tod auf Einladung Rubinsteins in Moskau auf, und ging mit Gabriel Fauré auf Tournee durch Frankreich. Womöglich war Ketten der erste, der Bachs Italienisches Konzert in Frankreich bekannt machte. Kettens Vortrag des Italienischen Konzerts wurde von George Bernard Shaw, der dem Stil Kettens sonst nicht viel abgewinnen konnte, gelobt. Henrique Oswald gehörte zu seinen Schülern.
Er hinterließ unter anderem mehrere Salonstücke, eine Sonate für Klavier und Klarinette, einen Persischen Marsch für Orchester, verschiedene Gesangsstücke, einige Opern und zwei Symphonien. Ca. 100 seiner Werke sind in Frankreich (u. a. bei Heugel et fils, bei Leduc, und bei Lemoine), in England (u. a. bei Czerny) sowie in Deutschland (nach historischen Zeitungsberichten u. a. beim Schott-Verlag in Mainz) erschienen. Kettens La Castagnette wurde u. a. von Manuel de Falla aufgeführt. Vom Schah von Persien wurde er 1874 mit dem Sonnen- und Löwenorden ausgezeichnet. Jean-Jacques Henner schuf ein Porträtgemälde von Ketten.
Ketten sprach angeblich fließend Ungarisch, Deutsch, Französisch und Englisch. Der Pianist war mit der Italienerin (nach anderen Berichten italienischer Abstammung) Beatrice Maria Julia Pellegrini (geb. ca. 1856) verheiratet, der Tochter eines Advokaten aus Konstantinopel, wo er sie 1868 kennengelernt hatte und zunächst eine "wilde Ehe" eingegangen war, und Autorin eines Romans (Madamigella di Cardeilhan) und einer Novelle (Une nuit sur le Bosphore); 1877 erfolgte die Scheidung, zu der Zeitungsberichten zufolge ein Schüler und „Hausfreund“ Kettens fortgesetzten Anlass gegeben hat (obgleich die Ehefrau im Prozess ihren Ehemann wohl ebenfalls des Ehebruchs bezichtigte). Ketten hinterließ einen Sohn (Maurice Prosper Fiorino Ketten, geb. 2. März 1875 in Florenz, gest. 1965; Cartoonist, ausgebildet an der Ecole Nationale des Beaux Arts und der Universität von Paris), der ihm im Scheidungsprozess zugesprochen wurde und zu dessen Wohl Marmontel im Jahr nach Kettens Tod ein Benefizkonzert veranstaltete.